# Liste des sites Ramsar en Argentine
Cet article recense les zones humides d'Argentine concernées par la convention de Ramsar. En février 2025, le pays compte 24 sites d'une grande diversité, répartis du nord du territoire jusqu'à la Terre de Feu. Un comité national Ramsar est tenu de coordonner la mise en œuvre de la convention.

## Historique
La convention de Ramsar, adoptée en 1971, est approuvée par l'Argentine en 1991 et y est entrée en vigueur le 4 septembre 1992. Les trois premiers sites désignés sont le Parc national Laguna Blanca, le Parc national Río Pilcomayo et la Laguna de los Pozuelos.
Son autorité administrative est le Ministère des Relations extérieures, du Commerce international et du Culte via la direction générale des affaires environnementales.
Un comité national Ramsar est créé en 1994 pour coordonner la mise en œuvre de la convention. Il comprend :
- le Secrétariat de l'environnement et du développement durable (es), qui en est l'autorité d'application ;
- l'Administration des Parcs nationaux ;
- les provinces ayant inscrit des sites à la liste Ramsar ;
- le bureau de Wetlands International pour l'Amérique du Sud ;
- et le groupe chargé des zones humides du comité argentin de l'IUCN.

Le comité apporte une assistance technique aux administrations provinciales qui souhaitent inscrire des sites à la liste Ramsar,. Des formations et des actions de sensibilisation sont organisées, auprès du grand public mais aussi dans des universités.
En février 2025, le pays compte 24 sites Ramsar pour une superficie totale de 6 085 995 ha.

## Diversité des sites
L'Argentine compte plus de 600 000 km2 de zones humides, soit 21,5% de sa superficie. Les variations latitudinales et altitudinales confèrent au pays une grande variété de zones humides. Six grandes régions d'importance pour les zones humides y ont été identifiées :
- le Bassin de la Plata traversé par de nombreux cours d'eau ;
- le Chaco riche en lagunes permanentes ou temporaires ;
- la Pampa parsemée de lagunes d'eau douce ou saumâtre, permanentes ou semi-permanentes ;
- la Patagonie et ses lacs glaciaires, cours d'eau de fonte et tourbières ;
- la Puna, entre 3 500 et 4 500 m d'altitude, contenant des lacs et des salines ;
- et la côte patagonienne, avec environ 3 400 km du río Colorado au canal Beagle, comprenant des estuaires, des marécages, des falaises et des marées de grande amplitude au sud.

Certaines de ces zones s'étendant sur plusieurs pays, l'Argentine coopère avec ses voisins pour la gestion de certains sites : avec la Bolivie, le Brésil, le Paraguay et l'Uruguay pour les zones fluviales du Bassin de la Plata, et avec la Bolivie, le Chili, la Colombie, le Costa Rica, l'Équateur, le Pérou et le Venezuela pour les zones humides des Andes.

## Moyens de protection
En Argentine comme dans le reste de l'Amérique du Sud, les moyens politiques, financiers et humains manquent pour mener à bien la protection des zones humides malgré la convention de Ramsar. En 2023, sur les 23 sites alors répertoriés, 4 d'entre eux ne faisaient l'objet d'aucune protection et 9 d'une protection faible ou incomplète. 37,92% de la surface totale classée Ramsar faisait alors l'objet d'une protection régulière au niveau municipal, provincial ou national. Un rapport souligne en outre que Danone, qui contrôle le marché de l'eau en bouteille dans le pays, détient à titre privé l'un des sites Ramsar, la Réserve Naturelle Villavicencio.

## Liste
| Site                                                                                          | Province                    | Notes | Date              | Superficie (km²) | Altitude (m)  | Identifiant Ramsar | Identifiant WDPA | Coordonnées                        | Photo |
| --------------------------------------------------------------------------------------------- | --------------------------- | ----- | ----------------- | ---------------- | ------------- | ------------------ | ---------------- | ---------------------------------- | ----- |
| Laguna de los Pozuelos                                                                        | Jujuy                       |       | 4 mai 1992        | 162,24           | 3 500 - 4 500 | 555                | 67757            | 22° 19′ 59″ sud, 65° 58′ 59″ ouest |       |
| Laguna Blanca                                                                                 | Neuquén                     |       | 4 mai 1992        | 112,50           | 1 276         | 556                | 67758            | 39° 01′ 59″ sud, 70° 21′ 00″ ouest |       |
| Río Pilcomayo                                                                                 | Formosa                     |       | 4 mai 1992        | 518,89           | 63 - 81       | 557                | 67759            | 25° 30′ sud, 58° 30′ ouest         |       |
| Reserva Costa Atlántica de la Terre de Feu                                                    | Province de Terre de Feu    |       | 13 septembre 1995 | 286,00           | 0             | 754                | 95315            | 53° 19′ 59″ sud, 68° 30′ 00″ ouest |       |
| Lagunilla Llancanelo                                                                          | Mendoza                     |       | 8 novembre 1995   | 650,00           | 1 280 - 1 805 | 759                | 95316            | 35° 45′ 00″ sud, 69° 07′ 59″ ouest |       |
| Baie de Samborombón                                                                           | Buenos Aires                |       | 24 janvier 1997   | 2 439,65         | 0 - 8         | 885                | 145514           | 36° 15′ sud, 57° 15′ ouest         |       |
| Lagunas de Guanacache, Desaguadero et du Bebedero                                             | Mendoza, San Juan, San Luis |       | 14 décembre 1999  | 9 623,70         | 380 - 1 200   | 1012               | 198305           | 33° 00′ sud, 67° 36′ ouest         |       |
| Lagunas de Vilama                                                                             | Jujuy                       |       | 20 septembre 2000 | 1 570,00         |               | 1040               | 900557           | 22° 36′ 00″ sud, 66° 55′ 01″ ouest |       |
| Jaaukanigás (es)                                                                              | Santa Fe                    |       | 10 octobre 2001   | 4 920,00         |               | 1112               | 900669           | 28° 45′ sud, 59° 15′ ouest         |       |
| Lagunas et esteros del Iberá                                                                  | Corrientes                  |       | 18 janvier 2002   | 245,50           | 65            | 1162               | 900670           | 28° 31′ 01″ sud, 57° 09′ 00″ ouest |       |
| Bañados du Río Dulce et lagune de la Mar Chiquita                                             | Córdoba                     |       | 28 mai 2002       | 9 960,00         | 71            | 1176               | 900779           | 30° 22′ 59″ sud, 62° 46′ 01″ ouest |       |
| Réserve provinciale Laguna Brava                                                              | Rioja                       |       | 2 février 2003    | 4 050,00         | 2 500 - 4 500 | 1238               | 900780           | 28° 24′ 00″ sud, 69° 04′ 59″ ouest |       |
| Zones humides du Chaco (es)                                                                   | Chaco                       |       | 2 février 2004    | 5 080,00         | 48 - 52       | 1366               | 902258           | 27° 19′ 59″ sud, 58° 49′ 59″ ouest |       |
| Réserve écologique de Buenos Aires                                                            | Buenos Aires                |       | 22 mars 2005      | 3,53             | 6 - 8         | 1459               | 902401           | 34° 37′ 01″ sud, 58° 21′ 00″ ouest |       |
| Parc provincial El Tromen (es)                                                                | Neuquén                     |       | 2 février 2006    | 300,00           | 1 500 - 3 978 | 1626               | 902887           | 37° 04′ 59″ sud, 70° 06′ 00″ ouest |       |
| Parc national de Ciervo de los Pantanos (es) (anciennement : Réserve naturelle Otamendi (es)) | Buenos Aires                |       | 22 mars 2008      | 55,6131          | 2 - 20        | 1750               | 555643562        | 34° 14′ 06″ sud, 58° 52′ 37″ ouest |       |
| Zones humides de la laguna Melincué (es)                                                      | Santa Fe                    |       | 24 juillet 2008   | 920,00           |               | 1785               | 109001           | 33° 43′ 01″ sud, 61° 30′ 00″ ouest |       |
| Lagunas altoandinas y puneñas de Catamarca (es)                                               | Catamarca                   |       | 2 février 2009    | 12 281,75        | 3 010 - 6 885 | 1865               | 109002           | 26° 52′ 01″ sud, 67° 55′ 59″ ouest |       |
| Glacier Vinciguerra et tourbières associées                                                   | Province de Terre de Feu    |       | 16 septembre 2009 | 27,60            | 200 - 1 300   | 1886               | 555542775        | 54° 44′ 53″ sud, 68° 19′ 59″ ouest |       |
| Palmar Yatay                                                                                  | Entre Ríos                  |       | 6 mai 2011        | 214,50           |               | 1969               | 555542782        | 31° 52′ 01″ sud, 58° 19′ 01″ ouest |       |
| Zones humides de la péninsule Valdés                                                          | Chubut                      |       | 20 juillet 2012   | 426,95           | 0             | 2070               | 555558375        | 42° 27′ 32″ sud, 64° 17′ 56″ ouest |       |
| Delta du Paraná                                                                               | Santa Fe, Entre Ríos        |       | 3 octobre 2015    | 2 431,26         |               | 2255               | 555624186        | 32° 16′ 08″ sud, 60° 43′ 01″ ouest |       |
| Réserve naturelle Villavicencio                                                               | Mendoza                     |       | 27 décembre 2017  | 622,44           | 700 - 3 300   | 2330               | 555635842        | 32° 35′ 10″ sud, 69° 00′ 58″ ouest |       |